# Titularbistum Halaesa
Halaesa (ital.: Alesa) ist ein Titularbistum der römisch-katholischen Kirche.
Es geht zurück auf das gleichnamige Bistum, das im Frühmittelalter im Norden Siziliens in Halaesa (ital.: Alesa Arconidea) am Tyrrhenischen Meer bestand. Ein Bischof von Halaesa ist als Teilnehmer der Lateransynode im Jahr 649 überliefert. Das untergegangene Bistum wurde im März 2018 als Titularsitz wiedererrichtet und im Juni 2020 erstmals vergeben.
| Titularbischöfe von Halaesa |                        |                                       |              |     |
| Nr.                         | Name                   | Amt                                   | von          | bis |
| 1                           | Jorge Esteban González | Weihbischof in La Plata (Argentinien) | 5. Juni 2020 |     |